# Cortegazas
Cortegazas (llamada oficialmente Santo Antonio de Cortegazas) es una parroquia y un lugar español del municipio de Avión, en la provincia de Orense, Galicia.

## Toponimia
La parroquia también es conocida por el nombre de San Antonio de Cortegazas.

## Organización territorial
La parroquia está formada por una entidad de población:
- Cortegazas

## Demografía
Gráfica demográfica del lugar y parroquia de Cortegazas según el INE español:
| Gráfica de evolución demográfica de Cortegazas entre 2000 y 2021 |
|                                                                  |
| Datos según el nomenclátor publicado por el INE.                 |